# Tirta Mulya (Air Sugihan)
Tirta Mulya is een bestuurslaag in het regentschap Ogan Komering Ilir van de provincie Zuid-Sumatra, Indonesië. Tirta Mulya telt 1534 inwoners (volkstelling 2010).